# アンドリュー・フィッツジェラルド
アンドリュー・フィッツジェラルド（Andrew Fitzgerald、1990年12月10日 - ）は、アメリカ合衆国のプロバスケットボール選手である。メリーランド州ボルチモア出身。ポジションはパワーフォワード、センター。B3リーグ・立川ダイスに所属している。

## 来歴
ブリュースターアカデミー、オクラホマ大学を経て、2013-14シーズンはポーランドのシアルカ・タルノブジェク、2014-15シーズンはポワティエ バスケット86に所属。
2015年、bjリーグの金沢武士団に入団。2015-16シーズンの最優秀6th Man賞を受賞した。金沢がB3リーグ所属となった2016-17シーズンはB2昇格に貢献。翌2017-18シーズンまで金沢に所属した。
2018-19シーズンはB2の愛媛オレンジバイキングスに移籍。2019年2月3日の広島ドラゴンフライズ戦でB2のリーグ最多記録となる58得点を記録した。
2019-20シーズンはバンビシャス奈良でプレー。
2020-21シーズンはファイティングイーグルス名古屋に所属。
2021年オフ、愛媛に復帰。
2023年6月19日、立川ダイスへの移籍が発表された。